# HPLC-injector
De HPLC-injectiekraan is een onderdeel van een hogedrukvloeistofchromatografie-systeem. De functie van het onderdeel is injectie van het monster in de chromatografische kolom.

## Bouw
De HPLC-injectiekraan bevindt zich tussen de pomp en de kolom van het HPLC-systeem. Er zijn meerdere types in omloop. Deze verschillen in de hoeveelheid poorten, 4 tot 14, die beschikbaar zijn. De onderstaande informatie is bedoeld voor de 6-poort kraan. Dit type is de meest gangbare injectiekraan bij een monsterinjectie waarbij één kolom gebruikt wordt.

### 6-poort ventiel.
Van deze versie zijn er meerdere modellen. De injectie-ingang kan zich aan de knop-zijde bevinden of aan de poort-zijde.

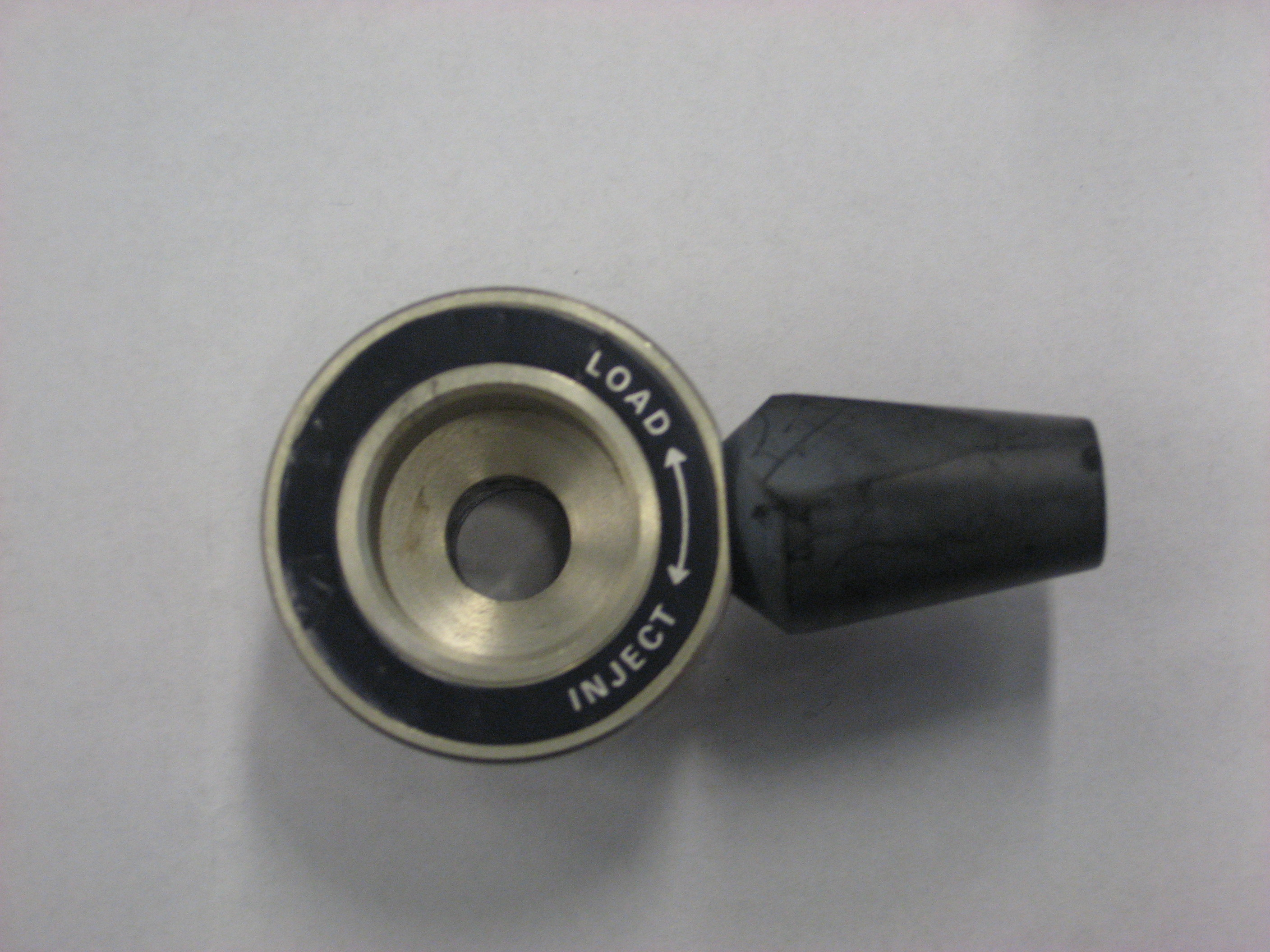
Knop-zijde van de kraan

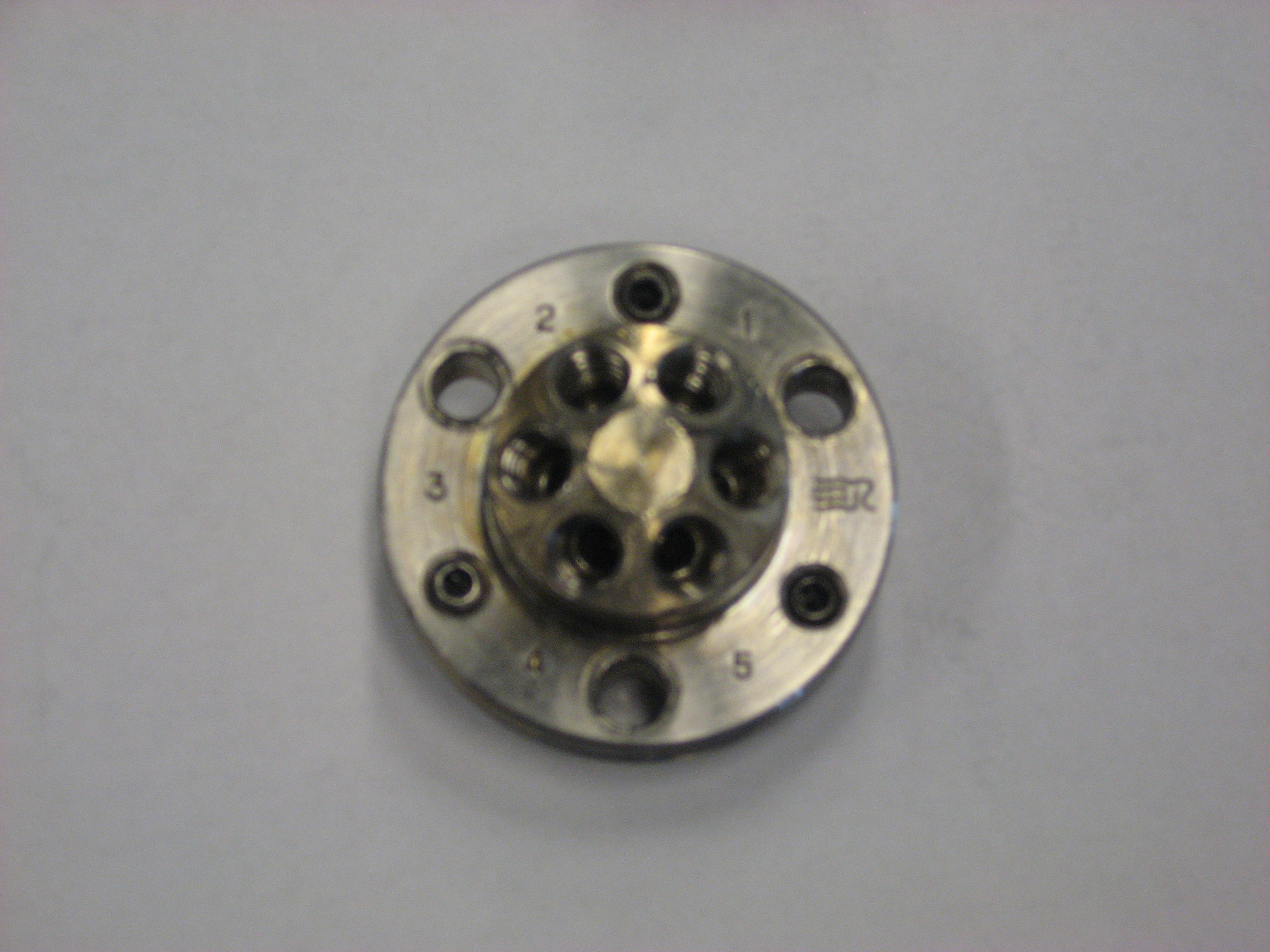
Poort-zijde van de kraan

Het model met de injectie-ingang aan de knop-zijde is te prefereren als men een kleine hoeveelheid monster tot zijn beschikking heeft. Zo wordt het monster dichter bij de loop geïnjecteerd, wat minder verlies oplevert.
Met de knop kan de kraan in 2 standen worden gedraaid, de load- of de inject-stand.
De loop is in de load-stand een opslagplaats voor het monster. Ook functioneert het als een maatcilinder. Alleen de hoeveelheid die in de loop zit, gaat door de kolom. Een overmaat aan sample wordt weggevoerd door de waste-port, oftewel afval-poort. Er zijn loops beschikbaar met volumes van 5μL - 5mL. Deze zijn verwisselbaar naargelang.
Een goed voorbeeld van de versie waarbij aan de voorkant wordt geïnjecteerd is de Rheodyne model 7125. Deze bestaat van voor naar achter uit de ventielknop, het lichaam met daar in de rotor, een aantal isolatieringen, de rotorafdekking met twee verbindingsgleuven, de stator ring en nog de stator zelf waar de zes uitgangen zijn (naar de kolom, afvalopvang enzovoorts). Een goed voorbeeld van de versie waarbij aan de achterkant wordt geïnjecteerd is de Rheodyne model 7010. Deze bestaat van voor naar achter uit de schacht en de rotor met daarom heen het lichaam van de injector, isolatie ringen, de rotorafdekking met drie verbindingsgleuven, de stator ring en de stator zelf.

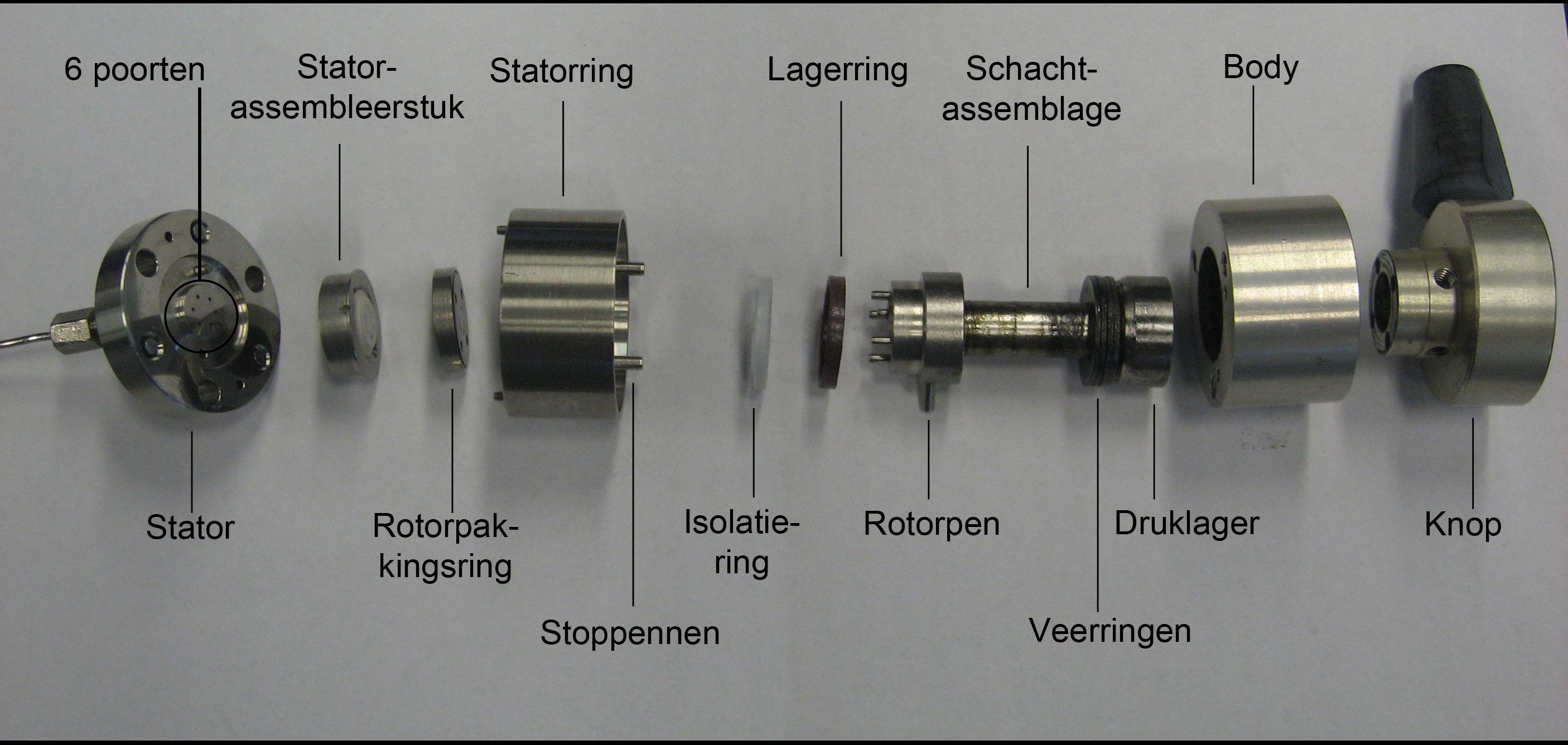
Exploded view van de Rheodyne model 7125 HPLC injectiekraan

## Werking
Als de injector op Load staat is er een directe verbinding tussen de pomp en de kolom. De loopvloeistof zal zonder monster door de kolom lopen. Verder gaat er via de loop een verbinding van de monsterpoort naar de afvalpoort. Het monster wat geïnjecteerd is blijft dus in de loop staan. Daarom moet het volume van de loop (meestal tussen 5 en 100 μL) gekozen worden, zodat de hoeveelheid monster precies bepaald kan worden dat door de kolom met de stationaire fase wordt gestuwd via de mobiele fase (het eluens) in de "Inject-stand". Meestal wordt in overmaat geïnjecteerd zodat de loop altijd vol zit.
Nadat het monster geïnjecteerd is kan de injector op de Inject stand gezet worden. Binnen de injector wordt de directe verbinding tussen de pomp en de kolom verbroken en wordt er een indirecte verbinding gevormd die via de loop gaat. Op die manier komt het monster in de kolom terecht en kan het chromatografische scheidingsproces beginnen. Nu is er een directe verbinding tussen de monsterpoort en de afvalpoort, de overbodige hoeveelheid van het monster komt in de afvalopvang terecht.